# Mink Stole

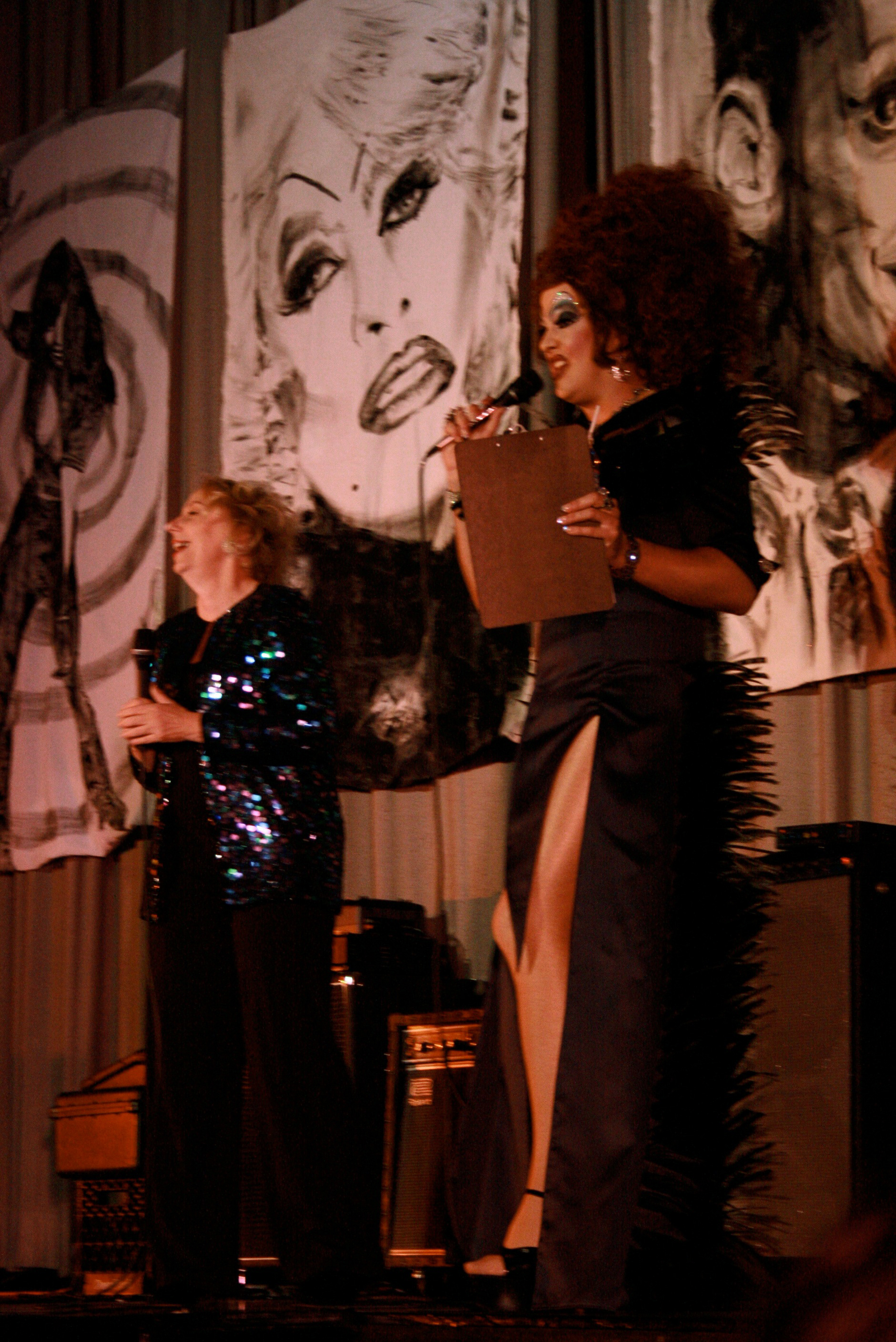
Mink Stole i Peaches Christ w trakcie imprezy Midnight Mass, lipiec 2007.

Mink Stole (ur. jako Nancy Paine Stoll 25 sierpnia 1947 r. w Baltimore) – amerykańska aktorka, prawdopodobnie najbardziej znana ze współpracy ze swoim bliskim przyjacielem, reżyserem Johnem Watersem. To dzięki kolaboracji z Watersem zaliczana jest do grupy o nazwie "Dreamlanders" − charakterystycznego zespołu aktorów i współpracowników stale zapraszanych do pracy przy filmach Johna Watersa. Obecnie Stole jest jedną z dwóch (obok Mary Vivian Pearce) artystek, które zagrały w niemalże wszystkich dotychczasowych filmach reżysera.

## Kariera
Kariera Mink Stole rozpoczęła się wraz z początkiem drugiej połowy lat sześćdziesiątych XX wieku − wówczas aktorka wystąpiła w autorskim, krótkometrażowym projekcie Johna Watersa pt. Roman Candles (1966). Od tego momentu z wiernością kontynuowała pracę przy filmach swojego przyjaciela. Jednym z bardziej znanych w Polsce obrazów tego reżysera jest do dziś komedia Lakier do włosów (Hairspray, 1988); Stole wcieliła się w niej w drugoplanową postać Tammy, asystentki Corny'ego Collinsa (w tej roli Shawn Thompson). Nie zabrakło jej również w remake'u klasycznego musicalu, gdzie pojawiła się jednak w roli cameo. Na przełomie tysiącleci Mink urosła do rangi gejowskiej ikony; wszystko za sprawą doboru ról w filmach o tematyce LGBT: m.in. czterech kolejnych częściach serii Eating Out (2006-2011), komedii Kolejny gejowski film (Another Gay Movie, 2006) oraz tragikomedii Cheerleaderka (But I'm a Cheerleader, 1999). Jest aktorką wszechstronną, prócz grania w filmach regularnie lub gościnnie pojawia się w serialach telewizyjnych. Ponadto obecnie jest kolumnistką pisma Baltimore City Paper oraz liderką grupy muzycznej Mink Stole and her Wonderful Band.

## Wybrana filmografia
- Difficult People (2016) jako pacjentka
- Box (2013) jako Helen
- Mom (2013) jako Woodrow
- Becoming Blond (2012) jako profesor Morey
- Eating Out 5: Otwarty weekend (Eating Out: The Open Weekend, 2011) jako ciotka Helen
- Eating Out 4: Obóz teatralny (Eating Out: Drama Camp, 2011) jako ciotka Helen
- Bugbaby (2010) jako pani Tottifot
- All About Evil (2009) jako Evelyn
- Eating Out 3: Bierz, co chcesz (Eating Out: All You Can Eat, 2009) jako ciotka Helen
- Out at the Wedding (2007) jako Sunny
- Sunny & Share Love You (2007) jako sekretarka
- Eating Out 2: Ten drugi raz (Eating Out 2: Sloppy Seconds, 2006) jako Helen
- Kolejny gejowski film (Another Gay Movie, 2006) jako Sloppi Seconds (sceny usunięte)
- Apetyt na seks (A Dirty Shame, 2004) jako Marge
- Phase 5 (2004) jako Janice Fine-Pine
- Krąg ciemności (Ring of Darkness, 2004) jako Fletcher
- Girl Play (2004) jako matka Robina
- The Last Place On Earth (2002) jako przewodniczka grupy
- Roberta Loved (2002) jako Sarah Urbanchock
- The Vampire Hunters Club (2001) jako wampir
- Cecil B. Demented (2000) jako pani Mallory
- The Rowdy Girls jako Amanda
- He Bop (2000) jako babcia Walker
- Piszcz, jeśli wiesz co zrobiłem w ostatni piątek trzynastego (Shriek If You Know What I Did Last Friday the Thirteenth, 2000) jako Madame La Tourneau
- Citizens of Perpetual Indulgence (2000) jako Virginia
- Cheerleaderka (But I'm a Cheerleader, 1999) jako Nancy Bloomfield
- Splendor (1999) jako reżyser castingu
- Forever Fabulous (1999) jako panna Vi Ambrose
- Śmieci Divine (Divine Trash, 1998)
- Fotokłopoty (Pecker, 1998)
- Anarchy TV (1998) jako pani Dickman
- Przyjęcie urodzinowe (The Treat, 1998) jako kierowniczka
- Leather Jacket Love Story (1997) jako Martine
- Zagubiona autostrada (Lost Highway, 1997) w roli głosowej
- The Seller (1997) jako ciotka Betty
- Pink as the Day She Was Born (1997) jako Vera
- A Bucket of Blood (1995) jako starsza kobieta
- Problemy chodzą parami (The Crazysitter, 1995) jako pielęgniarka
- Monster Mash: The Movie (1995) jako matka Wolfiego
- W czym mamy problem? (Serial Mom, 1994) jako Dottie Hinkle
- Tajny świat Alex Mack (The Secret World of Alex Mack, 1994–1998) jako pani Ward (występ gościnny) (serial TV)
- Imperium ciemności (Liquid Dreams, 1991) jako Felix
- Beksa (Cry-Baby, 1990) jako matka Hatchet
- Lakier do włosów (Hairspray, 1988) jako Tammy
- Świat według Bundych (Married... with Children, 1987–1997) jako Edna (występ gościnny) (serial TV)
- Polyester (1981) jako Sandra Sullivan
- Desperate Living (1977) jako Peggy Gravel
- Kobiece kłopoty (Female Trouble, 1974) jako Taffy Davenport
- Różowe flamingi (Pink Flamingos, 1972) jako Connie Marble
- Is There Sex After Death? (1971) jako Dominatrix
- Multiple Maniacs (1970) jako Mink/Cavalcade Patron
- Mondo Trasho (1969) jako bezdomna kobieta/mieszkaniec przytułku/Snob
- Roman Candles (1966) jako gość na przyjęciu

## Nagrody i wyróżnienia
- 2012, PollyGrind Underground Film Festival of Las Vegas:
  - nagroda aktorska, przyznana za drugoplanową rolę w filmie Bugbaby[2]